# Georgievskoe
Georgievskoe (in russo Георгиевское?) è un villaggio della Russia europea centro-settentrionale, situato nella oblast' di Kostroma. È il centro amministrativo del rajon Meževskoj.
Si trova sulla riva sinistra del fiume Meža, 56 km a nord della città di Manturovo.